# Ottawa—Vanier (circonscription provinciale)
Pour les articles homonymes, voir Ottawa et Vanier.
Circonscription électorale provinciale du Canada
Ottawa-Vanier (anciennement connue sous le nom de Ottawa-Est), est une circonscription provinciale de l'Ontario représentée à l'Assemblée législative de l'Ontario depuis 1908. 

## Géographie
La circonscription englobe la partie nord-est de la ville d'Ottawa.
Les circonscriptions limitrophes sont Ottawa-Centre, Ottawa-Sud et Orléans.

## Historique
| Législature                               | Années        | Député               | Député               | Parti                     |
| ----------------------------------------- | ------------- | -------------------- | -------------------- | ------------------------- |
| Ottawa-Est Circonscription issue d'Ottawa |               |                      |                      |                           |
| 12e                                       | 1908-1911     |                      | Donald McDougal      | Libéral                   |
| 13e                                       | 1911-1914     |                      | Napoléon Champagne   | Conservateur              |
| 14e                                       | 1914-1919     |                      | Joseph Albert Pinard | Libéral                   |
| 15e                                       | 1919-1923     |                      | Joseph Albert Pinard | Libéral                   |
| 16e                                       | 1923-1926     |                      | Joseph Albert Pinard | Libéral                   |
| 16e                                       | 1926-1926     |                      | Joseph Albert Pinard | Indépendant-libéral       |
| 17e                                       | 1926-1929     |                      | Joseph Albert Pinard | Indépendant-libéral       |
| 18e                                       | 1929-1934     |                      | Louis Côté           | Conservateur              |
| 19e                                       | 1934-1937     |                      | Paul Leduc           | Libéral                   |
| 20e                                       | 1937-1940     |                      | Paul Leduc           | Libéral                   |
| 20e                                       | 1940-1943     | Robert Laurier       |                      | Libéral                   |
| 21e                                       | 1943-1945     | Robert Laurier       |                      | Libéral                   |
| 22e                                       | 1945-1948     | Aurèle Chartrand     |                      | Libéral                   |
| 23e                                       | 1948-1951     | Aurèle Chartrand     |                      | Libéral                   |
| 24e                                       | 1951-1955     | Aurèle Chartrand     |                      | Libéral                   |
| 25e                                       | 1955-1959     |                      | Jules Morin          | Progressiste-conservateur |
| 26e                                       | 1959-1963     |                      | Jules Morin          | Progressiste-conservateur |
| 27e                                       | 1963-1967     |                      | Horace Racine        | Libéral                   |
| 28e                                       | 1967-1971     |                      | Jules Morin          | Progressiste-conservateur |
| 29e                                       | 1971-1975     |                      | Albert Roy           | Libéral                   |
| 30e                                       | 1975-1977     |                      | Albert Roy           | Libéral                   |
| 31e                                       | 1977-1981     |                      | Albert Roy           | Libéral                   |
| 32e                                       | 1981-1985     |                      | Albert Roy           | Libéral                   |
| 33e                                       | 1985-1987     | Bernard Grandmaître  |                      | Libéral                   |
| 34e                                       | 1987-1990     | Bernard Grandmaître  |                      | Libéral                   |
| 35e                                       | 1990-1995     | Bernard Grandmaître  |                      | Libéral                   |
| 36e                                       | 1995-1999     | Bernard Grandmaître  |                      | Libéral                   |
| Ottawa—Vanier                             |               |                      |                      |                           |
| 37e                                       | 1999-2001     |                      | Claudette Boyer      | Libéral                   |
| 37e                                       | 2001-2003     |                      | Claudette Boyer      | Indépendant               |
| 38e                                       | 2003-2007     |                      | Madeleine Meilleur   | Libéral                   |
| 39e                                       | 2007-2011     |                      | Madeleine Meilleur   | Libéral                   |
| 40e                                       | 2011-2014     |                      | Madeleine Meilleur   | Libéral                   |
| 41e                                       | 2014-2016     |                      | Madeleine Meilleur   | Libéral                   |
| 41e                                       | 2016-2018     | Nathalie Des Rosiers |                      | Libéral                   |
| 42e                                       | 2018-2019     | Nathalie Des Rosiers |                      | Libéral                   |
| 42e                                       | 2020-2022     | Lucille Collard (en) |                      | Libéral                   |
| 43e                                       | 2022–2025     | Lucille Collard (en) |                      | Libéral                   |
| 44e                                       | 2025-en cours | Lucille Collard (en) |                      | Libéral                   |

## Circonscription fédérale
Depuis les élections provinciales ontariennes du 4 octobre 2007, l'ensemble des circonscriptions provinciales et des circonscriptions fédérales sont identiques.